# János Sylvester
János Sylvester eller Johannes Sylvester Erdősi, född omkring 1504, död efter 1552, var en ungersk humanist och reformator.
János Sylvester var anhängare till Melanchthon och Erasmus av Rotterdam. Han var åren 1544-1552 professor i hebreiska och historia vid universitetet i Wien men blev av jesuiterna fördriven därifrån. Hans vidare öden är okända.
János Sylvesters viktigaste arbeten är en ungersk-latinsk grammatik, Grammatica hungarolatina (1539) samt den första ungerska översättningen av Nya Testamentet 1541, efter Erasmus text och det grekiska originalet. Det var den första ungerskspråkiga boken som trycktes i Ungern.